# Thiên Nga (chòm sao)
Chòm sao Thiên Nga 天鵝, (tiếng La Tinh: Cygnus) là một trong 48 chòm sao Ptolemy và cũng là một trong 88 chòm sao hiện đại, mang hình ảnh con thiên nga.
Chòm sao này có diện tích 804 độ vuông, nằm trên thiên cầu bắc, chiếm vị trí thứ 16 trong danh sách các chòm sao theo diện tích. Chòm Thiên Nga cùng với chòm sao Thiên Ưng và Thiên Cầm ở hai bên bờ Ngân Hà tạo thành thế chân vạc. Ba ngôi sao chính (sao alpha) của ba chòm sao này tạo thành mảng sao Tam giác mùa hè nổi tiếng. Bản thân chữ thập trong chòm sao này cũng là một mảng sao mang tên Bắc Thập tự.
Chòm sao Thiên Nga nằm kề các chòm sao Tiên Vương, Thiên Long, Thiên Cầm, Hồ Ly, Phi Mã, Hiết Hổ. Người xưa hình dung chòm sao này như một con thiên nga đang trải cánh ngang qua dải Ngân Hà và bay về phía Nam.

## Các ngôi sao đáng quan tâm
Chòm sao Thiên Nga có nhiều ngôi sao sáng và một số thiên thể đáng quan tâm. 
- Sao Deneb, ký hiệu α Cygni, với cấp sao biểu kiến 1,25m là ngôi sao sáng nhất trong chòm sao Thiên Nga, sáng thứ 20 trên bầu trời. Tên đầy đủ của nó Deneb el Adige, còn gọi là Arided, Aridif hay Arrioph có nghĩa là cái đuôi của hình thiên nga.
- Deneb là một trong ba ngôi sao tạo nên mảng sao Tam giác mùa hè. Các đỉnh còn lại của mảng sao sáng này là sao Sao Chức Nữ trong chòm Thiên Cầm và sao Sao Ngưu Lang thuộc chòm Thiên Ưng.
- Mảng sao Bắc Thập Tự bao gồm các ngôi sao thuộc chòm sao Thiên Nga, tạo nên đầu, ức, cánh và đuôi thiên nga.
- Sao Albireo, có nghĩa là cái mỏ, ký hiệu: β Cygni tạo nên đầu thiên nga. Albireo có khối lượng lớn hơn Mặt Trời khoảng 5 lần, ở khoảng cách 385 năm ánh sáng.
- Sao Sadr, hay Sadir, Sador, ký hiệu: γ Cygni có nghĩa là ức lớn gấp 12 lần khối lượng Mặt Trời.
- Sao Gienah, ký hiệu: ε Cygni, trong tiếng Ả Rập có nghĩa là cánh, nằm bên cánh đông nam của thiên nga. Đây là sao có chuyển động riêng lớn nhất trong số các sao nằm trên hình thiên nga. Do chuyển động tiến động của trục Trái Đất, sau khoảng 10.000 năm Gienah sẽ trở thành sao Bắc cực thay cho Polaris ngày nay.
- Sao 61 Cygni là một sao mờ, chỉ có thể nhìn bằng mắt thường trong điều kiện quan sát tốt. Đây là ngôi sao đầu tiên được xác định khoảng cách đến Trái Đất.
- Trong chòm Thiên Nga có khoảng 400 sao biến đổi (tiếng Anh: Variable star) đã biết đến, trong đó có ba tân tinh. Một trong các sao biến đổi sáng nhất là Kappa Cygni thuộc nhóm sao biến đổi kiểu Mira Ceti. Tiếp đó là các sao biến đổi U Cygni, P Cygni, SS Cygni, R Cygni, RT Cygni, W Cygni, Z Cygni, V 456 Cygni.
- Nova Cygni là một trong những tân tinh được quan tâm.

## Các thiên thể đáng quan tâm
- Tinh vân Bắc Mỹ (NGC 7000) nằm gần sao Deneb về hướng Đông. Tên gọi của nó có được do nó tương ứng với hình dạng châu lục này. Tinh vân Pelican (IC 5070) nằm ở gần đó.
- Tinh vân Veil (NGC 6960, 6962, 6979, 6992, và 6995) nằm gần Epsilon Cygni về hướng Nam. Đây là tàn dư của một siêu tân tinh chiếm khoảng 3 độ góc của bầu trời.
- Tinh vân Crescent (NGC 6888) nằm ở giữa Gamma Cygni và Eta Cygni được hình thành từ sao Wolf-Rayet HD 192163.
- Một số lượng lớn siêu tân tinh được quan sát trong Thiên hà Firework (NGC 6946), nằm ở vị trí trên ranh giới giữa chòm sao Thiên Nga và Tiên Vương nhiều hơn ở bất kỳ thiên hà nào khác.
- Nguồn tia X Cygnus X-1, nằm gần sao Eta Cygni là một trong những thiên thể được biết đến nhiều nhất trong chòm sao này. Đây là nguồn X-quang đầu tiên được khám phá trong chòm sao Thiên Nga nhờ máy dò X-quang được phóng lên vũ trụ năm 1964.gdf

## Lịch sử và thần thoại

### Thần thoại Hy Lạp
Chòm sao giống như một con chim với đôi cánh lớn và cái cổ dài, duyên dáng trong khi bay. Trong Thần thoại Hy Lạp chòm sao đại diện cho những con chim thiên nga khác nhau trong truyền thuyết. Zeus đã tự mình cải trang để quyến rũ Leda, người đã sinh ra Gemini, Helent của Troia và Clytemnestra.
Orpheus đã biến thành thiên nga sau khi bị giết, kể rằng anh ấy đã được đặt trên trời, bên cạnh Lyre (Lyra) của anh ấy.
Cuối cùng, kể rằng 1 ông vua có tên là Cycnus là người thân hoặc người yêu của Phaëthon. Con trai của Apollo, anh ấy đã lừa người cha của mình để ông ấy cho phép cậu cưỡi cỗ xe mặt trời, những đã bị mất kiểm soát và bị thần Zeus đánh hạ. Đau buồn sau cái chết của Phaethon, quyết tâm cho anh ấy một nơi chôn cất thích hợp, Cycnus đã lao xuống đáy sông Eridanus để tìm anh ta. Sau rất nhiều lần lao xuống dòng sông, anh ấy đã biến thành một con thiên nga Cygnus, và hiện trên bầu trời ngày nay.
Thiên Nga cùng với những chòm sao khác trong biểu tượng Hoàng đạo của Nhân Mã (Đặc biệt là Lyra và Aquila cùng với chính Nhân Mã có thể là một phần quan trọng của nguồn gốc thần thoại của Stymphalian Birds, một trong mười hai kỳ công của Heracles).

### Thần thoại Trung Hoa
Trong thần thoại Trung Quốc, chòm sao Thiên Nga chính là chiếc cầu do những con quạ bay lên bầu trời (鵲橋, "Ô kiều") để đôi vợ chồng Ngưu Lang Chức Nữ có thể gặp nhau trong một đêm.
Trong Ovid's Metamorphoses có ba người tên đều tên là Cygnus và tất cả bọn họ đều biến thành những con Thiên nga. Người đầu tiên có liên quan đến Phaethon đã được miêu tả ở trên, là con của Sthenelus và ông vua xứ Liguria. Thứ hai là một cậu bé tới từ Tempe, muốn Phyllius đưa cho mình ba con vật đã được thuần hoá như một món quà tặng. Sau khi bị Phyllius từ chối. Cygnus tự ném mình ra khói một vách đá trong sự tức giận. Thay vì cái chết, cậu bé lại được biến thành một con Thiên nga và bay đi. Người thứ ba tên là Cygnus là con trai của Neptune. Anh ấy là chiến binh trong Chiến tranh thành Troia, người không thể bị huỷ diệt dưới mọi vũ khí đau đớn nào, nhiều lần đã khiến kẻ thù của anh ấy, Achilles bị thất bại. Achilles cuối cùng đã giết anh ấy bằng cách đập nát mặt của anh ta cùng với cái khiên, những Neptune đã cứu anh ấy bằng cách biến anh ấy thành một con thiên nga.